# پینکنینگ (میشیگان)
پینکنینگ، میشیگان (به انگلیسی: Pinconning, Michigan) یک شهر در ایالات متحده آمریکا با جمعیت ۱٬۳۰۷ نفر است که در میشیگان واقع شده‌است.

## موقعیت جغرافیایی
موقعیت جغرافیایی شهرها و مناطق اطراف به شرح زیر است: